# Pes superlleuger
Pes superlleuger és una categoria competitiva de la boxa i d'altres esports de combat.
A la boxa professional, abasta els púgils que pesen entre 61,237 quilos (135 lliures) i 63,503 quilos (140 lliures).

## Boxa professional
L'estatunidenc Pinky Mitchell és reconegut per haver estat el primer boxejador campió del món del pes lleuger després de la seva victòria contra Bud Logan per decisió el 30 de gener de 1923.

### Títol inaugural
| Associació | Boxejador      | Data                   |
| WBA        | Eddie Perkins  | 14 de setembre de 1962 |
| WBC        | Eddie Perkins  | 15 de juny de 1963     |
| IBF        | Aaron Pryor    | 22 de juny de 1984     |
| WBO        | Héctor Camacho | 6 de març de 1989      |

## Boxa amateur

### Campions olímpics
| Edició               | Or                   | Argent              | Bronze             |
| 1952 Hèlsinki        | Charles Adkins       | Viktor Mednov       | Erkki Mallenius    |
| 1952 Hèlsinki        | Charles Adkins       | Viktor Mednov       | Bruno Visintin     |
| 1956 Melbourne       | Vladimir Yengibaryan | Franco Nenci        | C. Dumitrescu      |
| 1956 Melbourne       | Vladimir Yengibaryan | Franco Nenci        | Henry Loubscher    |
| 1960 Roma            | Bohumil Němeček      | Clement Quartey     | Quincey Daniels    |
| 1960 Roma            | Bohumil Němeček      | Clement Quartey     | Marian Kasprzyk    |
| 1964 Tòquio          | Jerzy Kulej          | Yevgeny Frolov      | Eddie Blay         |
| 1964 Tòquio          | Jerzy Kulej          | Yevgeny Frolov      | Habib Galhia       |
| 1968 Ciutat de Mèxic | Jerzy Kulej          | Enrique Requeiferos | Arto Nilsson       |
| 1968 Ciutat de Mèxic | Jerzy Kulej          | Enrique Requeiferos | James Wallington   |
| 1972 Múnic           | Ray Seales           | Angel Angelov       | Issaka Daborg      |
| 1972 Múnic           | Ray Seales           | Angel Angelov       | Zvonimir Vujin     |
| 1976 Mont-real       | Ray Leonard          | Andrés Aldama       | Vladimir Kolev     |
| 1976 Mont-real       | Ray Leonard          | Andrés Aldama       | Kazimierz Szczerba |
| 1980 Moscou          | Patrizio Oliva       | Serik Konakbayev    | José Aguilar       |
| 1980 Moscou          | Patrizio Oliva       | Serik Konakbayev    | Tony Willis        |
| 1984 Los Angeles     | Jerry Page           | Dhawee Umponmaha    | Mircea Fulger      |
| 1984 Los Angeles     | Jerry Page           | Dhawee Umponmaha    | Mirko Puzović      |
| 1988 Seül            | V. Yanovskiy         | Grahame Cheney      | Reiner Gies        |
| 1988 Seül            | V. Yanovskiy         | Grahame Cheney      | Lars Myrberg       |
| 1992 Barcelona       | Héctor Vinent        | Mark Leduc          | Leonard Doroftei   |
| 1992 Barcelona       | Héctor Vinent        | Mark Leduc          | Jyri Kjäll         |
| 1996 Atlanta         | Héctor Vinent        | Oktay Urkal         | Fethi Missaoui     |
| 1996 Atlanta         | Héctor Vinent        | Oktay Urkal         | Bolat Niyazymbetov |
| 2000 Sydney          | M. Abdoollayev       | Ricardo Williams    | Mohamed Allalou    |
| 2000 Sydney          | M. Abdoollayev       | Ricardo Williams    | Diógenes Luna      |
| 2004 Atenes          | Manus Boonjumnong    | Yudel Cedeno        | Boris Georgiev     |
| 2004 Atenes          | Manus Boonjumnong    | Yudel Cedeno        | Ionuţ Gheorghe     |
| 2008 Pequín          | Manuel Félix Díaz    | Manus Boonjumnong   | Roniel Iglesias    |
| 2008 Pequín          | Manuel Félix Díaz    | Manus Boonjumnong   | Alexis Vastine     |